# Genesis XIX
Genesis XIX es el decimosexto álbum de estudio de la banda alemana thrash metal Sodom publicado el 27 de noviembre de 2020. Es el primer álbum de estudio en el que aparece el guitarrista Frank Blackfire que regresa después de 31 años, así como nuevos miembros, el guitarrista Yorck Segatz y el baterista Toni Merkel. Como tal, este álbum marca la primera vez en la historia de Sodom que han grabado un álbum como cuarteto en lugar de trío.
Génesis XIX fue producido por la propia banda, y como el anterior álbum Decision Day. (2016), su obra de arte fue diseñada por Joe Petagno.

## Listado de canciones
| Genesis XIX track listing |                        |          |  |
| N.º                       | Título                 | Duración |  |
| 1.                        | «Blind Superstition»   | 1:02     |  |
| 2.                        | «Sodom & Gomorrah»     | 4:06     |  |
| 3.                        | «Euthanasia»           | 3:54     |  |
| 4.                        | «Genesis XIX»          | 7:09     |  |
| 5.                        | «Nicht mehr mein Land» | 4:29     |  |
| 6.                        | «Glock 'n' Roll»       | 5:02     |  |
| 7.                        | «The Harpooneer»       | 7:10     |  |
| 8.                        | «Dehumanized»          | 3:53     |  |
| 9.                        | «Occult Perpetrator»   | 4:53     |  |
| 10.                       | «Waldo & Pigpen»       | 6:25     |  |
| 11.                       | «Indoctrination»       | 3:10     |  |
| 12.                       | «Friendly Fire»        | 3:36     |  |

## Créditos
Tom Angelripper =  bajo,  voz
Frank Blackfire =  Guitarra
Yorck Segatz = guitarra rítmica
Toni Merkel = Batería